# Filellum parasiticum
Filellum parasiticum är en nässeldjursart som först beskrevs av Antsulevich 1987.  Filellum parasiticum ingår i släktet Filellum och familjen Lafoeidae. Inga underarter finns listade i Catalogue of Life.